# شهرداری واراکلانی
شهرداری واراکلانی (به لاتین: Varakļāni Municipality) یک شهرداری در کشور لتونی است.

## خصوصیات
شهرداری واراکلانی ۳٬۹۴۱ نفر جمعیت دارد.